# Wireless Emergency Alerts
Wireless Emergency Alerts (WEA), ehemals bekannt als Commercial Mobile Alert System (CMAS) und davor als Personal Localized Alerting Network (PLAN), ist ein Warnnetzwerk in den Vereinigten Staaten, das entwickelt wurde, um Notfallwarnungen über Mobiltelefone mithilfe von Cell-Broadcast-Technologie zu verbreiten – ähnlich dem Pendant im Radio und Fernsehen, dem Emergency Alert System (EAS). Organisationen können über WEA und andere öffentliche Systeme Notfallmeldungen verbreiten und mittels des Integrated Public Alert and Warning Systems koordinieren.

## Hintergrund
2006 verabschiedete der Kongress der Vereinigten Staaten den Warning, Alert, and Response Network Act (WARN) und stellte 106 Millionen US-Dollar zur Finanzierung des Programms bereit. Die Federal Communications Commission (FCC) erarbeitete darauf in den Jahren 2007 und 2008 die Netzwerkstruktur, Betriebsverfahren und technischen Anforderungen. WEA ermöglicht es Bundesbehörden, Warnungen vom Präsidenten der Vereinigten Staaten, vom National Weather Service (NWS) und Notfallleitstellen entgegenzunehmen und zu bündeln, um sie an teilnehmende Mobilfunkanbieter weiterzugeben, die die Warnungen dann über Cell Broadcast an Kunden mit kompatiblen Geräten verteilen. Die Technologie ähnelt dem Short Message Service (SMS), sendet Nachrichten allerdings gleichzeitig an alle Telefone in Reichweite eines Mobilfunkmasts statt an einzelne Empfänger. Beim Empfang einer Warnung wird ein Ton abgespielt, auch wenn das Gerät lautlos gestellt ist. Auf fast allen Geräten ertönt das Emergency-Alert-System-Signal in einem vorgegebenen Muster.
Das System unterstützt vier Warnungen:
- Nationale Warnungen (vormals „Präsidentenwarnung“): Warnungen vom Präsidenten der Vereinigten Staaten oder dem Administrator der Federal Emergency Management Agency (FEMA)[7]
- Warnungen bei akuter Bedrohung für Leib und Leben: unterteilt in die Kategorien Extreme und Severe[8]
- Öffentliche Sicherheitswarnungen[8]
- Amber Alerts[1]

Das System ist eine Zusammenarbeit zwischen FEMA, dem Directorate for Science and Technology (DHS S&T) des Department of Homeland Security, der Alliance for Telecommunications Industry Solutions (ATIS) und der Telecommunications Industry Association (TIA).
Das Integrated Public Alert and Warning System (IPAWS) integriert mehrere Systeme, darunter EAS, WEA und NOAA Weather Radio (NWR).

## Geschichte
Innerhalb von zehn Monaten nach der Bereitstellung der ursprünglichen CMAS-Spezifikationen durch FCC und FEMA im Jahr 2007 mussten die teilnehmenden Mobilfunkanbieter mit der Entwicklung und dem Testen von Systemen beginnen, die es ihnen ermöglichten, Warnungen von den Ursprungssystemen zu empfangen und an ihre Kunden weiterzuleiten. Die Systeme mussten innerhalb von 28 Monaten nach der Verabschiedung, bis Dezember 2009, vollständig implementiert werden; die Einführung war bis 2012 geplant. Obwohl die Teilnahme nicht verpflichtend war, erklärten Anbieter wie T-Mobile, AT&T Mobility, Sprint und Verizon ihre Bereitschaft zur Teilnahme am System. Anbieter, die nicht teilnehmen, müssen ihre Kunden informieren. Telefone, die nicht CMAS-kompatibel waren, benötigten ein Softwareaktualisierung oder wurden zum Teil freiwillig ersetzt.
CMAS-Nachrichten ähneln optisch SMS-Textnachrichten. Sie sind stets kostenlos und werden über einen separaten Dienst übermittelt, der im Fall einer Überlastung des Mobilfunknetzwerks Priorität gegenüber Sprachanrufen und normalen SMS-Nachrichten hat. Benutzer haben die Möglichkeit, CMAS-Nachrichten zu deaktivieren, mit Ausnahme nationaler Warnungen (englisch National Alert).
Öffentliche Rundfunksender waren laut FCC ebenfalls verpflichtet, als Verteilungssystem für CMAS-Warnungen zu fungieren. Innerhalb von 18 Monaten nach Erhalt der Mittel durch das Handelsministerium der Vereinigten Staaten mussten alle öffentlich-rechtlichen Sender in der Lage sein, CMAS-Warnungen von FEMA zu empfangen und sie an teilnehmende Mobilfunkanbieter weiterzuleiten.
Im Januar 2018 erklärte der FCC-Vorsitzende Ajit Pai, dass die Kommission mit dem Ziel einer präziseren und gezielteren Zustellung eine Reform der drahtlosen Warnmeldungen plane. Hintergrund waren Probleme mit zu breit gestreuten Warnungen während Hurrikan Harvey; dies führte zur Wahrnehmung von Nutzern, zu viele irrelevante Warnungen zu erhalten. Die FCC verabschiedete schließlich am 30. Januar 2018 neue Regeln: Seit dem 30. November 2019 müssen teilnehmende Anbieter Warnungen mit maximal 0,1 Meilen Überlappung zum Zielgebiet versenden, Geräte müssen frühere Warnungen für mindestens 24 Stunden zwischenspeichern und Anbieter müssen zudem seit Mai 2019 Nachrichten mit bis zu 360 Zeichen Länge sowie Nachrichten in Spanisch unterstützen.
Das Repräsentantenhaus der Vereinigten Staaten verabschiedete im November 2020 den READI Act, der den Warning, Alert, and Response Network Act dahingehend ergänzt, dass Warnungen des FEMA-Administrators künftig verpflichtend verteilt werden müssen.

## Sicherheit
Auf der MobiSys-Konferenz 2019 in Südkorea demonstrierten Forscher der University of Colorado Boulder, dass es möglich ist, drahtlose Notfallwarnungen in einem begrenzten Bereich mithilfe von Open-Source-Software und handelsüblichen softwaredefinierten Radios (SDR) zu manipulieren. Sie empfahlen, Maßnahmen zu ergreifen, um sicherzustellen, dass Warnungen als aus einem vertrauenswürdigen Netzwerk stammend verifiziert werden können, beispielsweise durch Signaturprüfungen im Rahmen von Public-Key-Kryptographie beim Empfang.